# Perfecta (canción)
«Perfecta»  es una canción interpretada por el grupo musical argentino Miranda!, lanzado el 9 de julio de 2007 por la discografía Pelo Music, como el segundo sencillo para su tercer álbum de estudio, El disco de tu corazón. La canción fue escrita por Ale Sergi y producida por Cachorro Lopez. En 2023 se hizo una versión remix con los cantantes argentinos María Becerra y FMK para su álbum Hotel Miranda!. Esta canción es considerada una de las más populares y la más escuchada del grupo.

## Composición
"Perfecta" es una canción de reggae con mezclas de electropop. Su letra fue descrita como "pegadiza".
Un remix más "bailable y latino" titulado "Perfecta (Cumbow Remix)" fue lanzado meses después del lanzamiento original de la canción, que incorporó la producción del grupo mexicano Sonidero Nacional. Pablo Lescano, miembro del grupo de cumbia Damas Gratis, proporciona teclados adicionales en la canción. El remix se incluyó en el tercer álbum en vivo de la banda titulado El Disco de Tu Corazón - En Vivo, lanzado el 5 de junio de 2007.

## Vídeo musical
El vídeo musical fue publicado en el año 2014 en la cuenta de YouTube de VEVO teniendo una duración de tres minutos con cuarenta y seis segundos. Hasta el año 2023 el vídeo ha ganado más de 100, 000 millones de visitas.

### Créditos[8]
| - Leo Damario – Director. - Banana Films – Productora. - Daniel Rino Arreaza – Director de fotografía. - Mariano Anttonieti – Productor ejecutivo. - Maria Bethania Medina – Jefe de producción. | - Walter Deluchi – Estilismo. - Carolina Perez Goñi – Dirección de arte. - Liberty – Post. - Civiles / Rebel Management – Talentos. - Paola Miranda – Artista invitado. - Restart – Artista invitado. |

## Lista de canciones
- Descarga digital[9]

| N.º | Título                                       | Duración |  |
| 1.  | «Perfecta (Remix) feat. María Becerra y FMK» | 3:41     |  |

- Promo CD[10]

| N.º | Título                             | Duración |  |
| 1.  | «Perfecta»                         | 3:45     |  |
| 2.  | «Perfecta (feat. Julieta Venegas)» | 3:45     |  |

## Listas
| Listas (2007-2008)         | Mejor posición |
| -------------------------- | -------------- |
| Argentina (CAPIF)          | 3              |
| Chile (America Top 100)    | 20             |
| Colombia (America Top 100) | 2              |
| México (America Top 100)   | 3              |
| Perú (America Top 100)     | 26             |

## Historial de lanzamiento
| Región | Fecha              | Formato | Discográfica |
| ------ | ------------------ | ------- | ------------ |
| Mundo  | 9 de julio de 2007 | CD      | Pelo Music   |